# Touch
touch — команда Unix, предназначенная для установки времени последнего изменения файла или доступа в текущее время. Также используется для создания пустых файлов.

## История
Утилита touch появилась в операционной системе AT&T UNIX Version 7. Версия утилиты touch, которая идет в комплекте с GNU coreutils, была разработана Полом Рабином, Арнольдом Роббинсом, Джимом Кингдоном, Девидом МакКинзи и Рэнди Смитом.

## Спецификация
Согласно POSIX, утилита touch изменяет время последнего изменения файла или время последнего доступа к нему. Имя файла или путь к нему передается в качестве аргумента. Если файл не существует, утилита создает пустой файл с указанным именем и устанавливает время последнего изменения и последнего доступа в значение, переданное в качестве аргумента. Если аргумент времени не задан, используется текущее время.

## Синтаксис команды
touch [-acfhm] [-r файл] [-t [[CC]YY]MMDDhhmm[.ss]] файл

  -a

  Устанавливает время последнего доступа к файлу. Время последнего изменения не устанавливается, если явно не задан ключ -m

  -c

  Указывает утилите не создавать файл, если он не существует, при этом никаких сообщений об ошибке показано не будет.

  -f

  Пытается обновить информацию о времени, даже если права доступа файла не позволяют делать.

  -h

  Указывает утилите не изменять данные о файле, если он задан символической ссылкой.

  -m

  Устанавливает время последнего изменения файла.

  -r file

  Использовать значения времени из файла, заданного аргументом file.

  -t time

  Устанавливает время последнего изменения и доступа в соответствии с указанным форматом time.

Формат даты, указанный в ключе -t, задается в соответствии с шаблоном [[СС]YY]MMDDhhmm[.ss]:

  СС — первые две цифры года.

  YY — последние две цифры года.

  Если параметр CC не задан и значение YY находится в пределах 69 и 99, то тогда СС устанавливается равным 19,

  в противном случае используется 20.

  MM — двузначный номер месяца.

  DD — двузначный номер дня.

  hh — значение часов даты.

  mm — значение минут даты.

  ss — значение секунд даты.

В разных UNIX-подобных системах синтаксис команды может отличаться. Например, GNU touch содержит опцию -d, которая позволяет устанавливать дату в форматах, отличающихся от упомянутого выше.

## Примеры
Создает файл myfile.txt и устанавливает время последнего изменения и доступа в текущее время в системе; если файл существует — обновляет время последнего изменения и доступа, не изменяя при этом содержимого файла:
```
# touch myfile.txt
```

Устанавливает дату последнего изменения и доступа в 8:46:26 31 января 2007 г.:
```
# touch -t 200701310846.26 index.html
# touch -d '2007-01-31 8:46:26' index.html
# touch -d 'Jan 31 2007 8:46:26' index.html
```